# Tram de propergols emmagatzemables

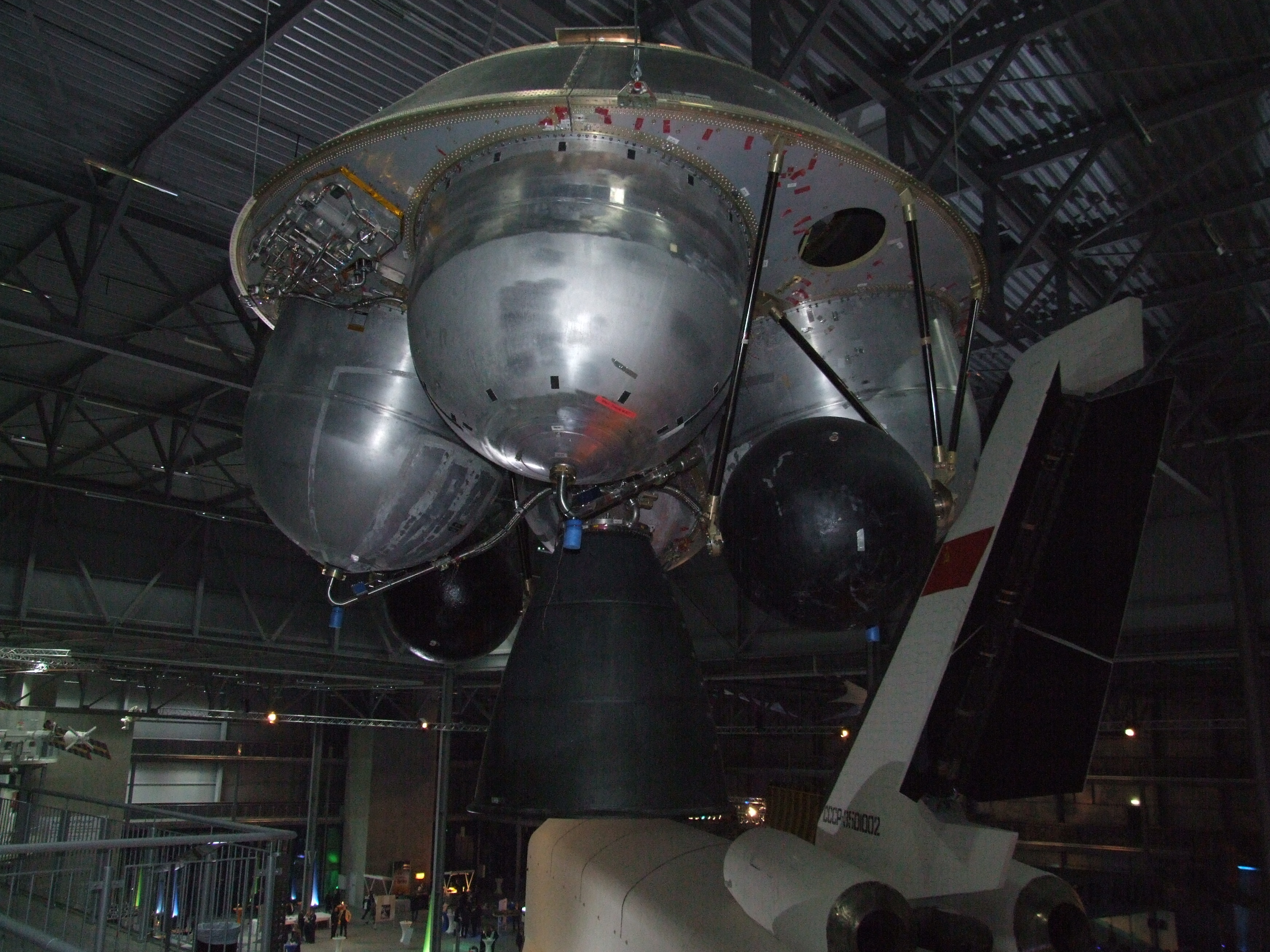
L'EPS

El tram de propergols emmagatzemables (EPS, del francès étage à propergols stockables) era una de les dues parts que formaven el fuselatge principal del coet Ariane 5, juntament amb el tram principal criotècnic (étage principal cryotechnique). Es componia del motor Aestus i els seus dipòsits de propergols (dimetilhidrazina asimètrica i tetraòxid de dinitrogen). Representava una de les dues opcions de tram superior per a l'Ariane 5; l'altra era el tram criogènic conegut com a tram superior criogènic (étage supérieur chryotechnique).
L'EPS era la part del vehicle de llançament que s'encarregava de posar la càrrega a l'òrbita desitjada. Era el tram que funcionava durant més temps de tots els que componien el coet i, si era necessari, es podia encendre diverses vegades. El motor Aestus proporcionava un empenyiment de 29 kN al buit i tenia un impuls específic de 324 segons.